# Hieracium gorfenianum
Hieracium gorfenianum es una especie de planta con flor del género Hieracium, de la familia Asteraceae, orden Asterales.

## Distribución
Hieracium gorfenianum se distribuye por Austria.

## Taxonomía
Fue descrita científicamente por Bornm. & Zahn.
Tratamiento taxonómico
La especie aparece registrada y publicada en Magyar Bot. Lapok.